# 吴海涛 (1964年)
吴海涛（1964年9月—），男，安徽亳州人，阜阳师范大学二级教授，曾任阜阳师范学院院长。

## 生平
1988年7月毕业于安徽师范大学历史系获历史学学士学位，分配至阜阳师范学院历史系工作。1996年7月于南京大学历史系获历史学硕士学位，2002年12月于南京大学历史系获历史学博士学位。1999年晋升副教授，2003年11月晋升教授。2009年任阜阳师范学院副院长，2011年阜阳师范学院院长。现任阜阳师范大学历史文化与旅游学院二级教授。
主要从事中国古代史、黄淮区域社会经济史、历史教学问题研究，主持国家社科基金项目、教育部人文社科规划项目、安徽省哲学社会科学规划项目、安徽省教育厅重点项目等课题多项，发表论文50余篇。教学成果曾获国家级教学成果二等奖（第三完成人）和安徽省教学成果一等奖（第一完成人），获安徽省高校学科拔尖人才和安徽省学术与技术带头人称号。
主要社会兼职有：中国元史学会理事，中国民族史学会理事，安徽省历史学会副会长。